# Korycin
Korycin – osada w Polsce położona w województwie podlaskim, w powiecie sokólskim, w gminie Korycin.
Miejscowość jest siedzibą gminy Korycin.
Korycin był miastem, uzyskał lokację miejską w 1671 roku, zdegradowany w 1897 roku. Miasto królewskie w ekonomii grodzieńskiej położone było w końcu XVIII wieku w powiecie grodzieńskim województwa trockiego.
W latach 1975–1998 miejscowość administracyjnie należała do województwa białostockiego.

## Historia
Wieś powstała w XVI wieku jako wieś osoczników broniących Puszczy Kuźnickiej od strony Podlasia. W roku 1571 został w niej wzniesiony kościół przez Zygmunta II Augusta, a parafia była erygowana przez Zygmunta III Wazę w roku 1601. Pierwotna nazwa wsi brzmiała Dąbrówka-Kumiałka. W 1671 roku otrzymała prawa miejskie chełmińskie, nadane przez króla Michała Korybuta Wiśniowieckiego. Podczas potopu szwedzkiego w okolicach Korycina, nad rzeką Kumiałką, rozegrała się bitwa między wojskami szwedzkimi a polsko-litewskimi. Na przełomie XIX i XX wieku utracił prawa miejskie.

## Zabytki
- XVII-wieczny układ urbanistyczny.
- Neogotycki kościół Znalezienia i Podwyższenia Krzyża Świętego z ażurowymi zwieńczeniami wież, zbudowany w latach 1899–1905 na miejscu wcześniejszego.
- Za plebanią znajdują się resztki XVIII-wiecznego parku.
- cmentarz żydowski z XIX wieku
- cmentarz rzymskokatolicki z 1804[10].
- grodzisko słowiańskie z X i XII wieku w Milewszczyźnie[11]

## Transport
- E67  Droga krajowa nr 8 (E67): granica państwa – Kudowa-Zdrój – Wrocław – Warszawa – Białystok – Budzisko – granica państwa
- Droga wojewódzka nr 671: Sokoły – Tykocin – Knyszyn – Korycin – Sokolany

## Imprezy kulturalne
Ogólnopolskie Dni Truskawki
W trakcie Dni Truskawki organizowane są wykłady, konferencje i seminaria poświęcone uprawie truskawek, a także zwiedzanie plantacji. Towarzyszą im występy artystyczne w trakcie festynu. Impreza odbywa się w czerwcu od 2008 roku.
Dni Korycina
Impreza lokalna o zasięgu wojewódzkim. Odbiorcami są mieszkańcy gminy Korycin, producenci produktów lokalnych, twórcy ludowi, członkowie ruchu artystycznego, dzieci i młodzież poznająca swój region i jego dorobek historyczny, artystyczny i twórczy. Imprezie towarzyszą wystawy, konkursy, plenery plastyczne, atrakcje sportowe np. rajdy piesze, cross rowerowy, rozgrywki piłki nożnej. Impreza odbywa się w sierpniu.
Półmaraton Mleczny Korycin – Janów – Korycin
Impreza biegowa mająca na celu popularyzację sportu na terenie gmin Korycin i Janów. Uczestnictwo w półmaratonie osób niepełnosprawnych, inwalidów, osób na wózkach oraz dzieci i młodzież szkolną uczestniczących w biegach towarzyszących. Impreza odbywa się w czerwcu.

## Turystyka i rekreacja
- Na rzece Kumiałka znajduje się zalew z pomostem dla wędkarzy i turystów.
- W miejscowości znajduje się boisko sportowe i korty tenisowe[13]

## Inne
W Korycinie produkuje się ser koryciński, którego recepturę według podania zdradzili żołnierze szwajcarscy z czasów „potopu”.

## Galeria

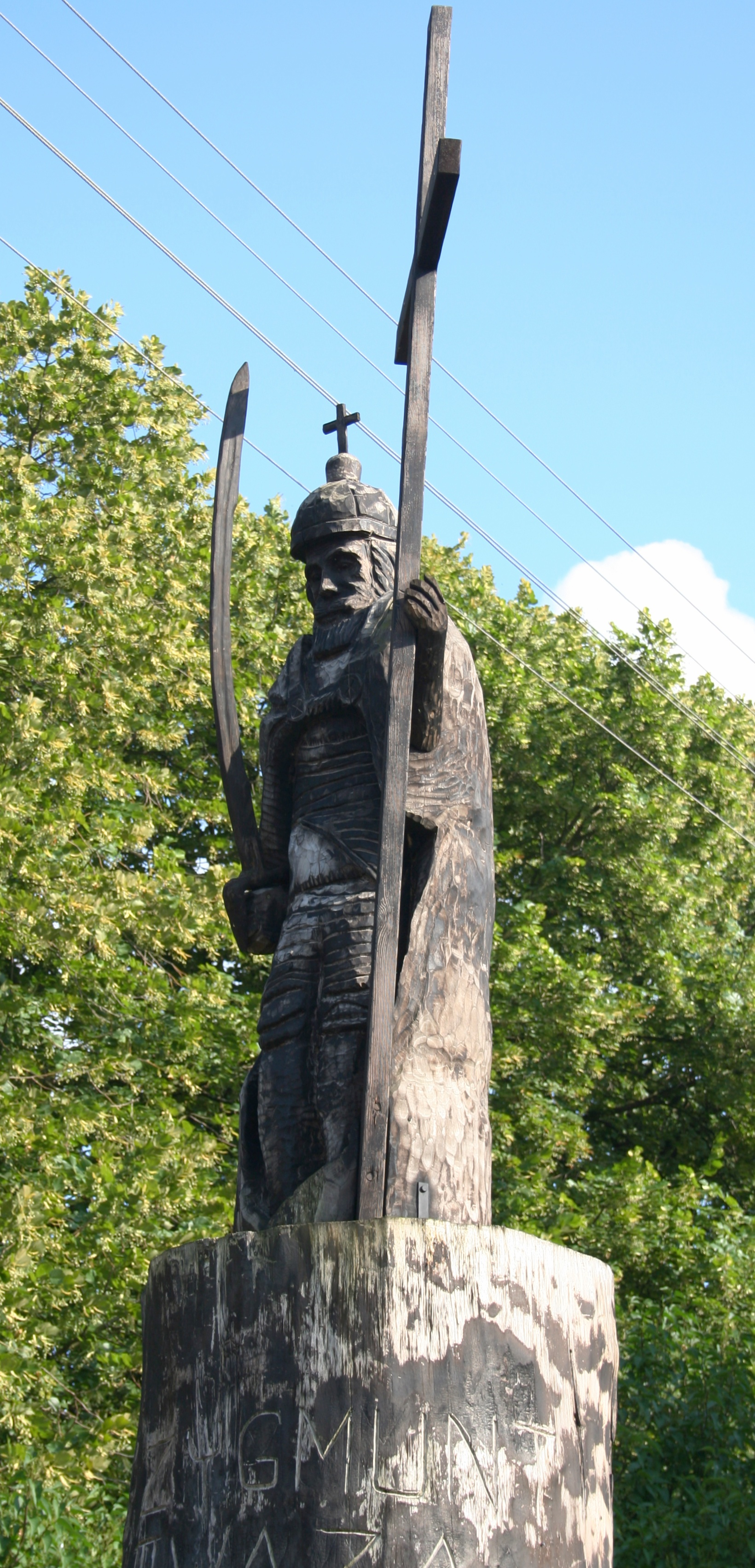
Pomnik Zygmunta III Wazy przed urzędem gminy
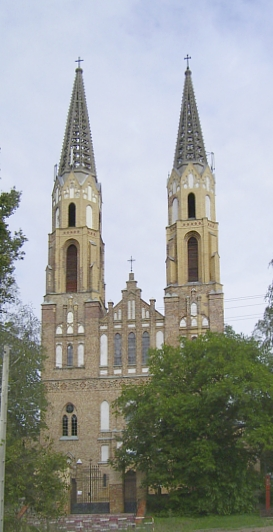
Kościół pw. Znalezienia i Podwyższenia Krzyża św.
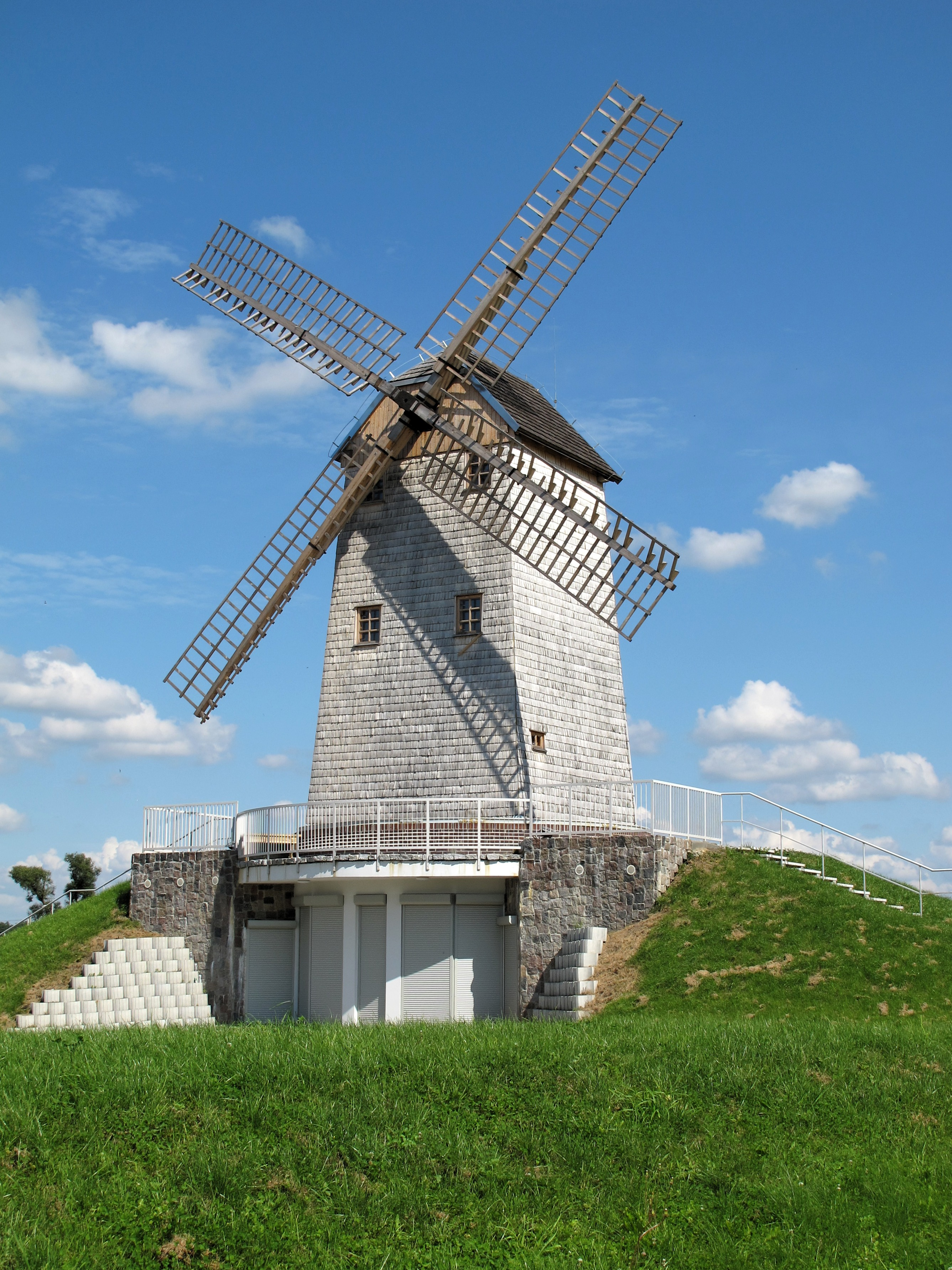
Wiatrak w pobliżu zalewu
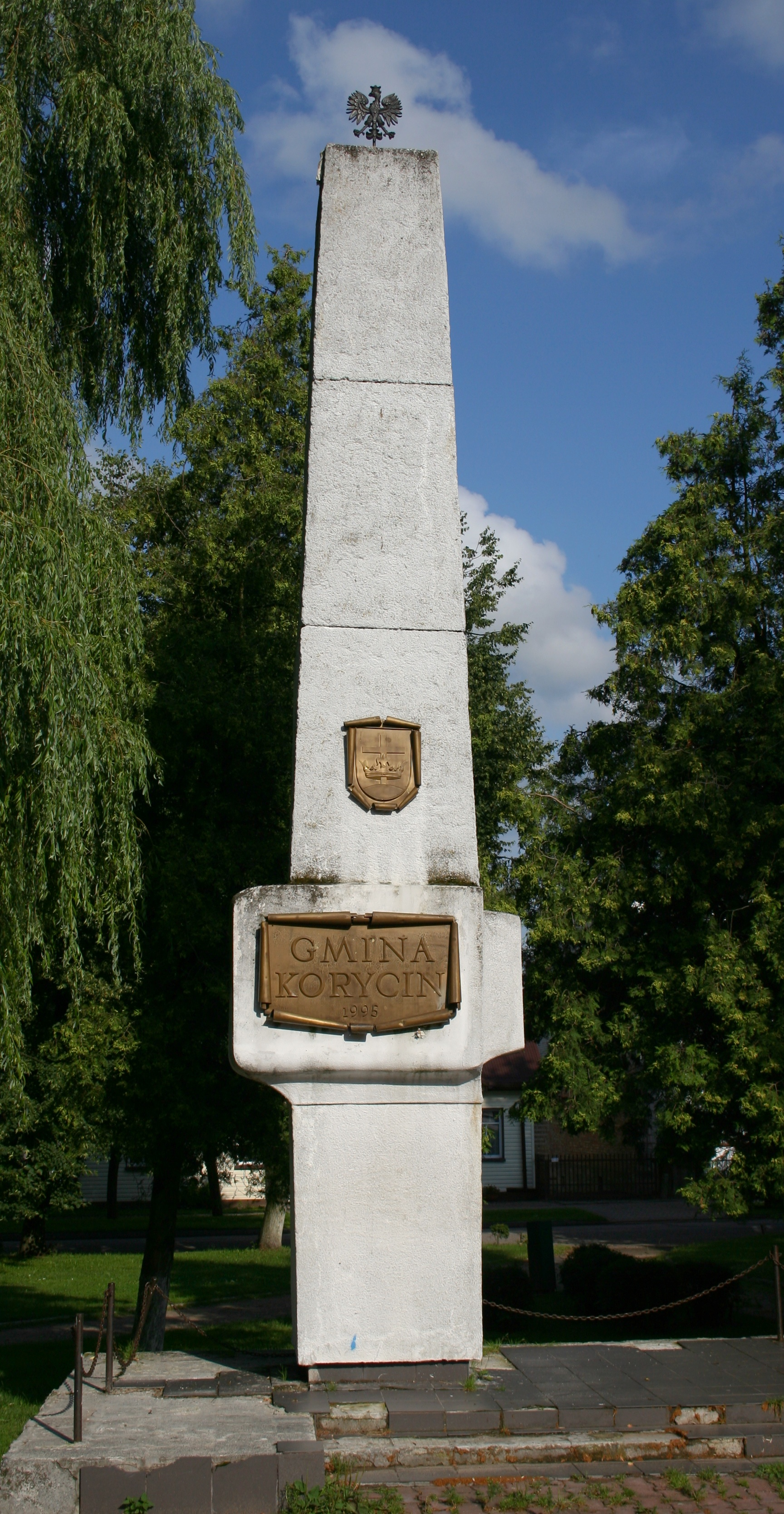
Pomnik na rynku

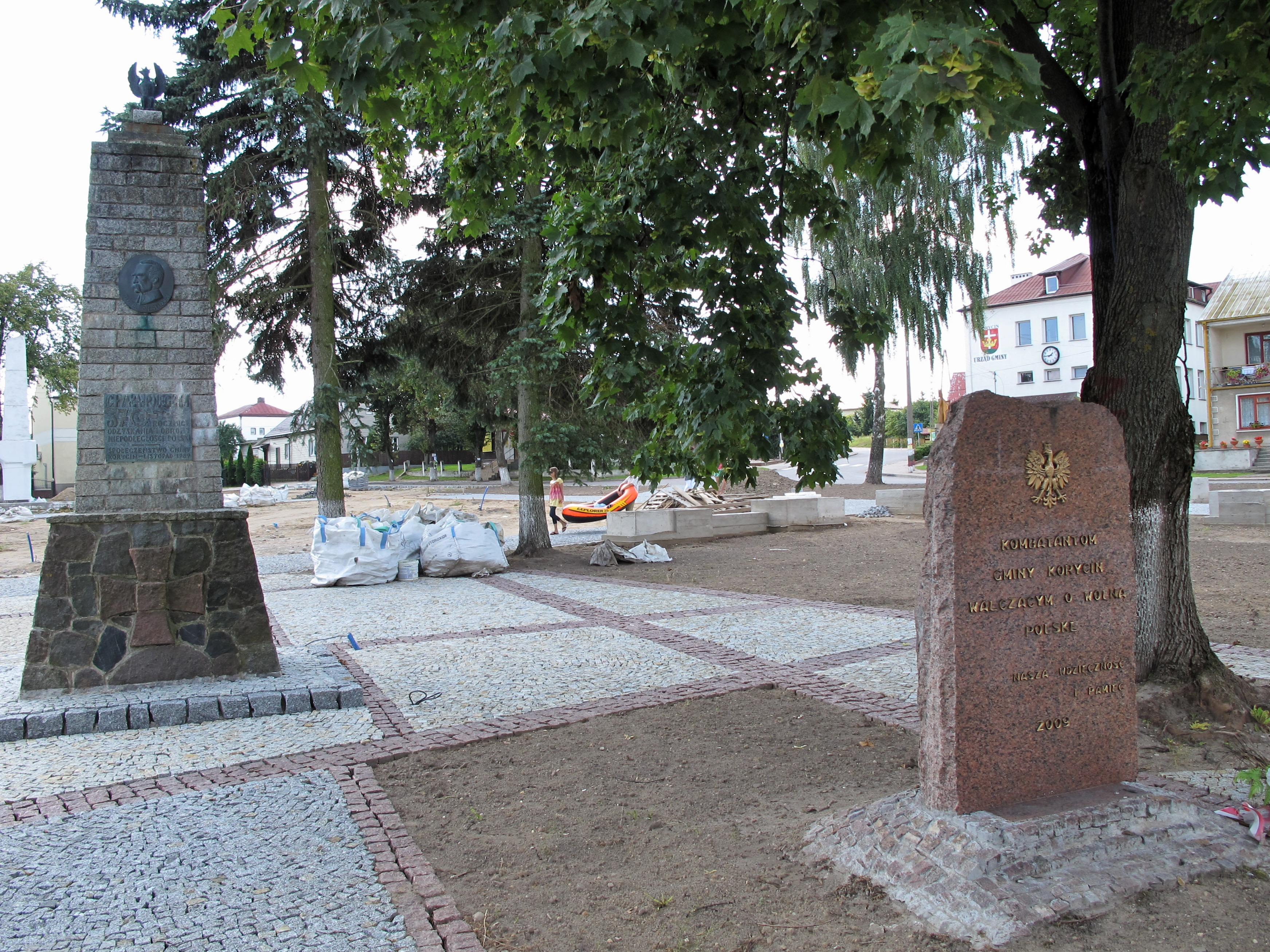
Pomniki na rynku
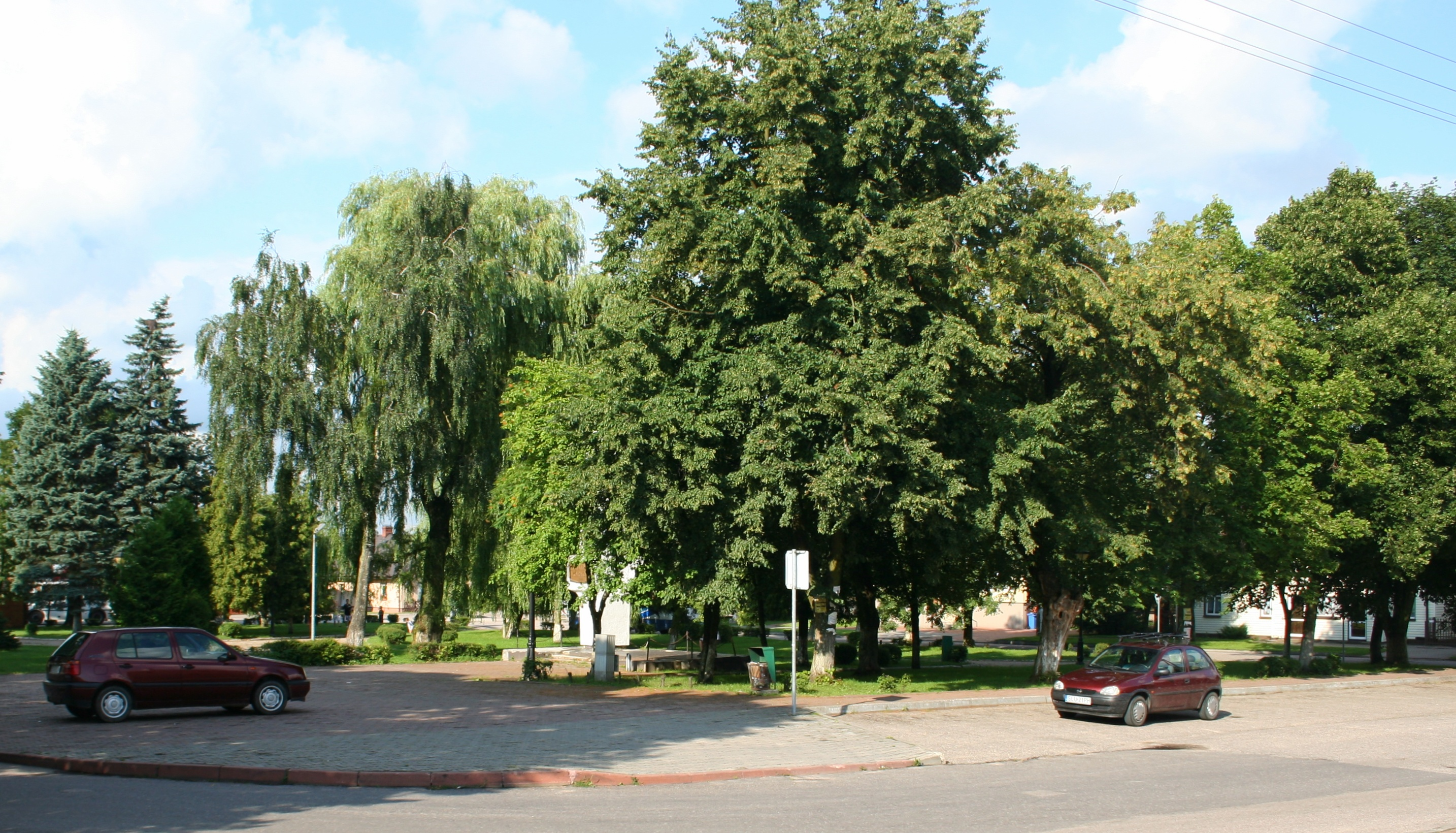
Fragment rynku w Korycinie
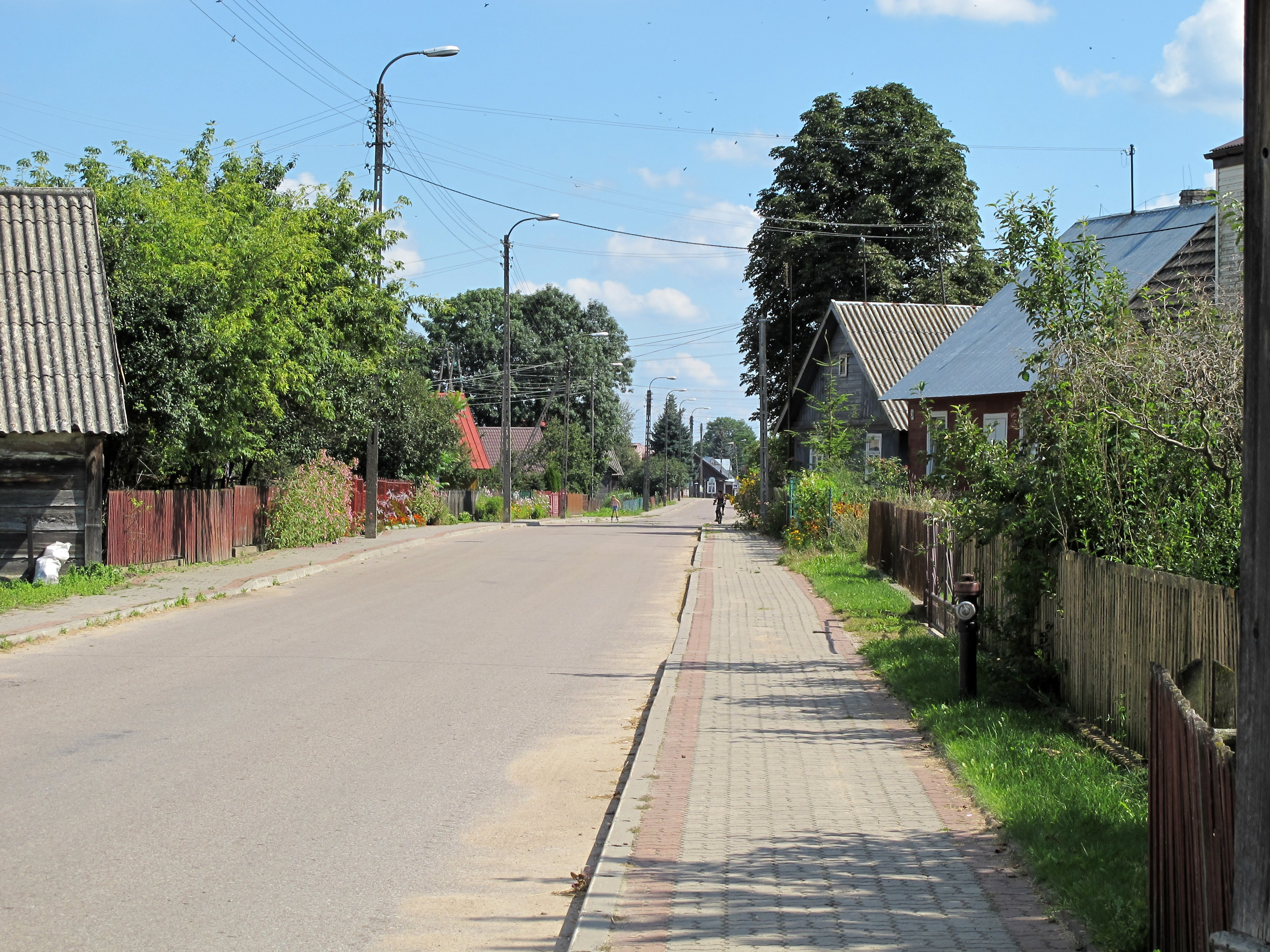
Ulica w Korycinie